# شهرستان آلئوتسکی
شهرستان آلئوتسکی (به لاتین: Aleutsky District) یک شهرستان در روسیه است که در سرزمین کامچاتکا واقع شده‌است.